# 小川たまか
小川 たまか（おがわ たまか、1980年 - ）は、日本のフリーライター、フェミニスト。主に性暴力に関する問題を取材・執筆している。
性被害当事者を中心とした元一般社団法人Springスタッフ。性暴力と報道対話の会メンバー。「性犯罪をなくすための対話」主催。

## 経歴
- 1980年、東京都品川区生まれ[2][3]。立教大学大学院文学研究科修士課程修了。フリーライターを経て2008年、編集プロダクションを起業し取締役を務める。2018年4月に独立し、再びフリーライターとなる。

- 2015年頃から主に性暴力、教育、ジェンダー問題の取材に注力。Yahoo!ニュース個人「小川たまかのたまたま生きてる」などで執筆。

## 著書

### 単著
- 『「ほとんどない」ことにされている側から見た社会の話を。』タバブックス、2018年。 / ちくま文庫、2025年。ISBN 978-4-480-43994-9
- 『告発と呼ばれるものの周辺で』亜紀書房、2022年。 ISBN 978-4-7505-1732-2
- 『たまたま生まれてフィメール』平凡社、2023年。ISBN 978-4-582-83923-4

### 共著
- 『わたしは黙らない: 性暴力をなくす30の視点』合同出版、2021年。 ISBN 978-4772614719
- 『災害と性暴力：性被害をなかったことにしない、させないために。』（Nursing Todayブックレット・18）日本看護協会出版会、2023年。ISBN 978-4-8180-2543-1
- 『あなたのフェミはどこから？』平凡社、2025年。ISBN 978-4-582-47234-9

### 編集
- （特集編集）『エトセトラ』11号（特集：ジェンダーと刑法のささやかな七年）エトセトラブックス、2024年。ISBN 978-4-909910-23-3

## 出演

### ウェブ番組
- ポリタスTV（YouTube、2020年10月28日、2023年3月7日）